# Sonya Hartnett
Sonya Hartnett, född 23 februari 1968 i Melbourne, Victoria, Australien, är en australisk författare som debuterade redan som femtonåring. Hon belönades år 2008 med Litteraturpriset till Astrid Lindgrens minne. Hartnett har framför allt skrivit ungdomsromaner som tilldrar sig på den australiska landsbygden.

## Biografi
Sonya Hartnett var näst äldst av sex barn till Philip Joseph Hartnett, korrekturläsare, och Virginia Mary, född Casey, sjuksköterska. Hon har själv berättat att hon var blyg som barn och att detta gjorde att hon valde att iaktta andra i stället för att vara med att leka, något hon tycker varit lärorikt för en författare. Hartnett tog 1988 examen vid Royal Melbourne Institute of Technology men debuterade redan 1984 med Trouble All the Way och har sedan dess publicerat drygt 20 titlar. Hartnett har mottagit flera priser, 2008 mottog Sonya Hartnett Litteraturpriset till Astrid Lindgrens minne (ALMA-priset) med motiveringen:
| ” | Sonya Hartnett är en av den moderna tonårsromanens främsta förnyare. Med psykologiskt djup och ett under ytan vibrerande raseri skildrar hon ungas villkor utan att väja för livets mörka sidor. Detta gör hon med språklig virtuositet och lysande berättarförmåga: hennes verk blir en kraftkälla. | „ |
| – | |   |

Hartnetts böcker har översatts till flera språk, på svenska finns ett antal titlar i översättning av Helena Ridelberg. Boken Landscape with Animals är utgiven under pseudonymen Cameron S. Redfern, men hon avslöjades nästan omedelbart som författaren.